# شهرستان چرچیل (نوادا)

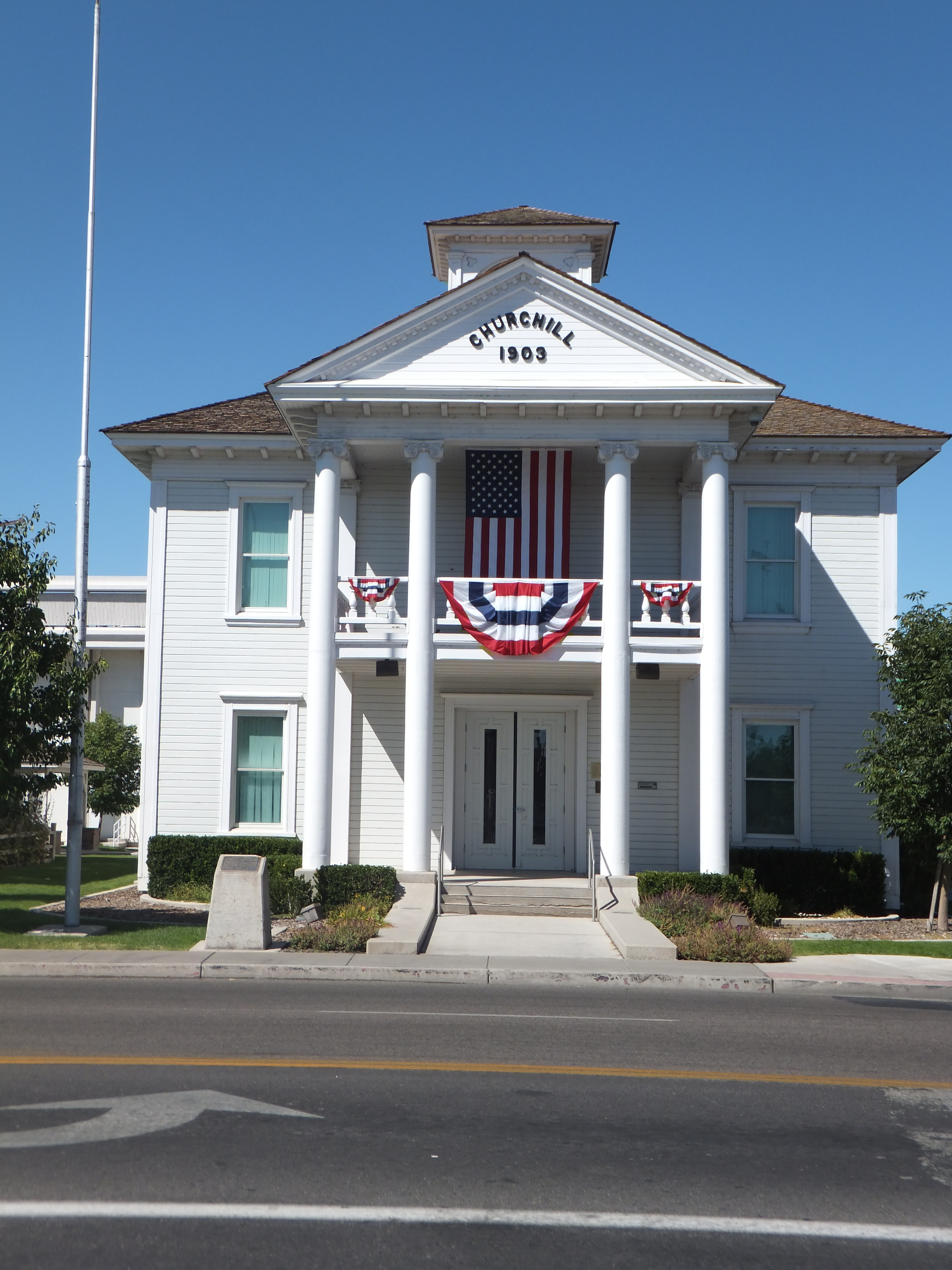
نمایی از کلیسای شهرستان چرچیل در ایالت نوادا - ۲۰۱۲

شهرستان چرچیل یکی از شهرستان‌های ایالت نوادا در امریکاست. این شهرستان تقریباً در نقطه غربی-مرکزی این ایالت قرار دارد و جمعیتش معادل ۲۴.۸۷۷ نفر (بر طبق آمارهای ۲۰۱۰) است. نام این شهرستان برگرفته شده از نام یکی از قهرمانان جنگ آمریکا و مکزیک به نام سیلوستر چرچیل است.
مساحت این شهرستان ۱۳.۰۱۰ کیلپومترمربع است.

## پیوند
- وب‌گاه رسمی